# عبدو ترائوره (بازیکن فوتبال، زاده ۱۹۸۸)
عبدو ترائوره (انگلیسی: Abdou Traoré؛ زادهٔ ۱۷ ژانویهٔ ۱۹۸۸) بازیکن فوتبال اهل مالی است.
از باشگاه‌هایی که در آن بازی کرده است می‌توان به باشگاه فوتبال نیس و باشگاه فوتبال بوردو اشاره کرد.
وی همچنین در تیم ملی فوتبال مالی بازی کرده است.